# (G)えでぃしょん
『Ⓖえでぃしょん』（ジーまるえでぃしょん）は、河下水希による日本の漫画作品。『ジャンプSQ.19』（集英社）2010年創刊号にて読切として掲載後、不定期掲載のシリーズ読切化を経て、連載作品として2012年12月まで連載された。
河下作品としては珍しく恋愛要素に乏しいコメディ作品。モチーフは「ドラえもん」であり、この他にも数々の漫画・アニメのパロディが見受けられる。

## あらすじ
少女漫画家志望の高校1年生・鏑木あるとは、高校に通いながらも日夜作品づくりに取り組んでいた。そんなある日、約100年後の未来からG丸と称するロボットがやってきた。彼によると、あるとは未来では大人気エロマンガ作家になっており、G丸は未来で規制され読めなくなったあるとの作品を読むために来たとのこと。自分の理想とかけ離れた未来を信じることができずG丸を邪険に扱うあるとだったが、彼の来訪により望まない未来へと少しずつ歩んでいくことになってしまう。

## 登場人物
『いちご100%』以降の連載作で続くキャラクターのネーミング遊びは健在で、今作では一部を除いて漫画関係の用語から採られている。
鏑木 あると（かぶらぎ あると）
本作の主人公で、景彩学園高校に通う16歳の高校1年生。金髪。少女漫画家を目指している。あどけなさを残す顔立ちだが、胸はそれに似つかわしくないくらい大きく、そのギャップが彼女の魅力にもなっている。G丸からは卑猥な言葉を浴びせられたりスカートめくりをされるなど日々セクハラを受けているが、こうしたやり取りを繰り返していく内にノリが良くなり、性的なコンテンツへの興味を徐々に深めていくことになる。周囲をイライラさせるほどの運動音痴であり、転んでパンツが丸見えになってしまうことも多く、所謂「ドジッ娘な女の子」として描かれている。好物は焼き芋。苗字の由来は「カブラペン」。
G丸には常に振り回されており、振り回された結果、衣服を消失したり周囲に下着や裸を見られるなどの憂き目に遭っている。
G丸（ジーまる）
2010年5月19日16時30分のあるとの部屋にタイムワープしてきたやってきたロボット。元はイケメンだったが、タイムワープのために生身の体を捨て機械の体になっている。気持ちが高揚すると頭が伸びて硬くなる。あるとのことは名前からして男性だと思っていたが、女性である事実を知って以降は彼女に対して性的な関心を寄せるようになるも、女性であることを気にすることなく、あるとにエロマンガを描いてもらおうとする。乳首とパンツの作画に関しては強いこだわりを持っている。ベレー帽から未来の道具を取り出す。名前の由来は「Gペン」と「丸ペン」。
あるとの母
少し世間の感覚とずれていて、G丸の存在を特に不思議がることもなく仲良くなる。G丸には「奥さん」と呼ばれるが、その呼称は、あるとにとってはなぜか卑猥に聞こえるらしい。
玉沢 果凛（たまざわ かりん）
あるとのクラスメート。規律に厳しい学級委員だが、ある事がきっかけであるとと仲良くなる。彼女自身も漫画家を目指しており、少々特殊な嗜好がある。苗字の由来はカブラペンの別名「たまペン」。
佐治 さえり（さじ さえり）
同じくあるとのクラスメート。豊満なナイスボディの持ち主の眼鏡っ娘で、常にほんわかとしていてマイペース。あるとや果凛と異なり、プロ志望ではないが、同人作家として漫画を描いている。BLのほか、特殊な嗜好がある。苗字の由来はカブラペンの別名「さじペン」。
紙屋 ヒカル（かみや ひかる）
「月刊エロギッシュ」にて活躍中の人気エロ漫画家。一見では女性と見紛うほどの美少年。普段は温厚だが、高いプライドを持って自身の仕事に取り込んでおり、自分に対しても他人に対しても仕事の姿勢は厳しい。一方で生粋の変態性も覗かせる。苗字の由来は「紙」。
玉沢 果澄（たまざわ かすみ）
少女漫画「別冊ラフレシア」の編集長。果凛の年の離れた姉。仕事に対して厳しく、持ち込みに来たあるとにも容赦無い評価を投げかける。しかし見込みも感じている。勤務先は8話では「SHUBUNSHA」「…文社」と表記されているが、15話での未来では「集鋭社」になっている。
本庄 町香（ほんじょう まちか）・帯川 琴音（おびかわ ことね）
二人共あるとのクラスメート。あるとは漫画家志望のことは秘密にしているが親友である。町香は黒髪でヘアピンを付けており、服装・口調共にややボーイッシュ。逆に琴音はショートカットの髪型でどちらかというと清楚な印象。苗字の由来はそれぞれ「本」と「帯」。
ペンタブ
G丸とは幼馴染の未来人。短髪黒髪でややあるとらより幼げ。罰金刑の支払いなど、現代でのG丸の騒動のツケを肩代わりされてばかりで不満が溜まっていたため、現代に文句を言いにやってくる。本人は否定しているもののG丸に片思い中（所謂ツンデレ）で、G丸と"同棲"しているあるとを快く思わず、G丸を未来に引き戻そうと様々な嫌がらせをしてくる。名前の由来は「ペンタブレット」。
九条（くじょう）・野坂（のさか）
景彩学園女子野球部員。三つ編みおさげに丸眼鏡をかけたキャプテンでピッチャーの九条と、体格に恵まれたキャッチャーで1年の野坂。ペンタブの「無重力スーツ」を拝借して本来苦手な体育の授業をやり過ごしたあるとを見て、九条は運動神経に優れると誤解をし、廃部寸前の女子野球部の助っ人を要請する。通常なら断るはずのあるとだが、事前にペンタブから施された「やる気スイッチ」によってスポ根魂に火が付きこれを引き受ける。本来は野坂の方がピッチャーとしては豪腕なため、これを受けるキャッチャー役としてあるとは練習、実戦に臨んだ。九条は「ナイン」、野坂は「野球」と、他のキャラクターと違い、苗字の由来は野球用語から。
墨田 太一（すみだ たいち）
漫画家アシスタント。紹介された紙屋ヒカルの臨時アシスタントに向かう。ヒカルの厳しい姿勢に反発を覚えるが、他人だけでなく自分にも厳しいプロとしての姿勢に感銘を受ける。ヒカルの容姿に男と知りつつドキドキするが、歴代アシスタントと異なり倒れたヒカルに手を出さなかったことで、専属アシスタントになる様要請される。苗字の由来は「墨」で、ヒカルの「紙」と対になっている。なお、彼の登場する番外編「ドキドキ!?紙屋センセイ！の巻」は単行本未収録。

## 未来の道具
ここでの道具の初登場話数は単行本収録時のものに準じる。
ベレー帽
内部から様々な"道具"を取り出すことが可能。また、G丸が融合する事も可能であり、あるとが外出時にG丸を連れる際に被る。1話登場。一人用タイムマシンでもある。
コピメカ
対象とする人物の視覚情報と唾液より採取したDNAを解析して複製を形成する。性格等の設定を変更することもでき、G丸は違法なソフトウェアを使用し使用者に従順な性格に改造している。1話で登場。あると曰く「どっかで見たことある」。
もみもみいや手くん
複数の細くて長いマニピュレーター状の腕が伸びることにより、体をほぐしてくれる。いくつかのモードがある。2話で登場。
妄想プロジェクター
装着した者の妄想を映像化して映し出す。R18プロテクト機能付き。4話で登場。
ハプ☆コン
対象物に（主にお色気方面での）都合のいいハプニングを起こすリモコン。R18プロテクト機能付き。4話で登場。
モノローグリップ
頭に装着すると装着した本人の心の声を代弁する。録音機能付き。5話で登場。
アマノジャコ
食べると思っていることと逆のことを喋ってしまう小魚スナック。8話で登場。
そこまでファスナー
自由自在に思った場所に移動できる。欠陥品なのか移動のたびに衣服の一部が消失した。8話で登場。
イメージバトルグローブ
装着して拳を突き出すとイメージしたモンスターが出てきて互いに戦わせることができる、未来の子供用玩具。11話で登場。
最新型タイムマシン
マウスに似た形をしたペンタブのタイムマシン。数人をタイムスリップさせることができる。ほか、カメラモニター機能付き。11話で登場。
家庭教師ロボ　ティーチャくん
G丸に似た漫画制作指導用ロボット。ペンタブがG丸を連れ戻す策のために使ったが、途中から様子がおかしくなり、最終的に壊れる。12話登場。
いいなリード
「家庭教師ロボ　ティーチャくん」があるとらに漫画制作のスパルタ指導をするために使用。首に付けたものをいいなりにする機能があると思われるが、付けられた本人の自我はそのまま。12話登場。
ジェットシューズ
ペンタブが履いているシューズ。大きな推進力を生み出し、素早い空中移動が可能。ペンタブが初登場する11話登場、13話にて名称・機能の初解説。
無重力スーツ
ペンタブが身に付けているスーツ。重力を無視して自在に身体を動かせることができる。11話登場、14話にて名称・機能の初解説。
やる気ハンマー
意図したい目的へのやる気を叫びながら叩きつける事で、叩きつけた人物へそのやる気を生み出させ、目的達成まで強制的に行動させる。ただし、発動のタイミングは必ずしも意図した通りになるとは限らない。使用への依存防止のため一人生涯一度しか使えない。14話登場。ペンタブの道具。
猛特訓ルーム
室内の時間速度が現実の1/4に相当する特訓用仮想空間。14話登場。ペンタブの道具。
衝撃緩和スプレー
文字通り、かけると体に受ける衝撃を緩和する。14話登場。

## 書誌情報
- 河下水希『(G)えでぃしょん』集英社〈ジャンプ・コミックス〉、全2巻
  1. 2011年12月2日発売[1][5]、ISBN 978-4-08-870346-6
  2. 2013年2月4日発売[6]、ISBN 978-4-08-870562-0